# Vaszilij Vlagyimirovics Berezuckij
Vaszilij Vlagyimirovics Berezuckij (oroszul: Василий Владимирович Березуцкий, 1982. június 20. –) orosz labdarúgó, aki hátvéd poszton játszott. A CSZKA Moszkva játékosa, valamint hazája válogatottjának tagja volt. Ikertestvére, Alekszej szintén a CSZKA Moszkva játékosa volt.